# Форстман, Георгий Васильевич
Гео́ргий Васи́льевич Фо́рстман (20 марта 1930, Ярцево, Смоленская область — 2 февраля 2015, Челябинск) — советский и российский историк, кандидат исторических наук; почётный профессор Челябинского государственного университета (2008), заслуженный работник культуры РСФСР (1989).

## Биография
В 1951 году с отличием окончил исторический факультет Челябинского педагогического института. Преподавал, заведовал кафедрой в Челябинском институте механизации и электрификации сельского хозяйства.
С 1976 г., с момента создания Челябинского университета, преподавал на кафедре марксизма-ленинизма исторического факультета (в 1976—1977 руководил секцией истории КПСС), затем — на кафедре новейшей истории. Был секретарём парткома университета, членом редколлегии «Вестника Челябинского университета : Сер. 1. История».

### Семья
Отец — В. Х. Форстман, учёный, лесовод.

## Научная деятельность
Область научных интересов — история экономики России, история казачества Урала.
В 1965 году защитил кандидатскую диссертацию "КПСС - организатор шефства города над деревней (1953-1962)" в МГУ. Автор более 100 научных и учебно-методических публикаций, в том числе соавтор 19 коллективных монографий.

### Избранные труды
Источник — электронные каталоги РНБ
- История экономики России (IX-XX века) : Хрестоматия / [Сост. и предисл. Г. В. Форстмана]. — Челябинск : ЧелГУ, 1999. — 195 с.
  -  — 2-е изд. — Челябинск : ЧелГУ, 2002. — 195 с.
  -  — 3-е изд., изм. и доп. — Челябинск : Челяб. гос. ун-т, 2005. — 203 с.
- История финансов России (IX—XX века). хрестоматия / [сост.: Г. В. Форстман, А. Ю. Шумаков, К. Г. Коваленко]. — Челябинск : Челяб. гос. ун-т, 2007. — 237 с.
  -  — 2-е изд., испр. и доп. — Челябинск : Изд-во Челяб. гос. ун-та, 2008. — 247 с.
- Форстман Г. В. Ленинский кооперативный план и борьба Коммунистической партии за крутой подъём сельского хозяйства. — Челябинск : Б. и., 1960. — 27 л. — (Материал в помощь лектору)
- Форстман Г. В. Ленинская теория социалистической революции. — Челябинск, 1961., — 36 с.
- Форстман Г. В. Дальнейшее развитие XXII съездом КПСС ленинской теории социалистической революции. — Челябинск : Б. и., 1962. — 46 с.
- Форстман Г. В. Дело всей партии, всего народа : Из опыта шефства города над селом. — Челябинск : Кн. изд-во, 1963. — 77 с.
- Форстман Г. В. КПСС — организатор шефства города над древней (1953—1962 гг.) : Автореф. дис. … канд. ист. наук. — М., 1964. — 21 с.
- Форстман Г. В. Первый университет на Южном Урале : очерки истории. — Челябинск : Изд-во Челяб. гос. ун-та, 2011. — 263 с. — (Alma mater — Челябинский государственный университет : ЧелГУ в воспоминаниях современников)
- Форстман Г. В. Уральские станкостроители : [К 50-летию Челяб. станкостроит. з-да] Ист.-биогр. очерк. — Челябинск : Юж.-Урал. кн. изд-во, 1985. — 175 с. — (Биография уральской индустрии)

## Награды и признание
- Юбилейная медаль «За доблестный труд. В ознаменование 100-летия со дня рождения Владимира Ильича Ленина» (1970)
- Заслуженный работник культуры РСФСР (1989)
- Почётный работник высшего профессионального образования Российской Федерации
- медаль «Ветеран труда».